# Торунь (село)
То́рунь (укр. Торунь) — село в Межгорской поселковой общине Хустского района Закарпатской области Украины.
Население по переписи 2001 года составляло 1344 человека. Почтовый индекс — 90015. Телефонный код — 3146. Код КОАТУУ — 2122487901.